# Kralj svih glavonja
Kralj svih glavonja (eng. Kingpin) američka je komedija iz 1996. koju su režirali braća Peter Farrelly i Bobby Farrelly prema scenariju kojeg su napisali Barry Fanaro i Mort Nathan. Radnja se odvija oko propalog kuglaša Royja Munsona (Woody Harrelson) koji je prestao igrati kada je dobio kuku umjesto ruke te krenuo trenirati mladog Amiša (Randy Quaid) kako bi se vratio u svijet kuglanja. 
Iako nije imao osobitog uspjeha u kinima (u Hrvatskoj je, primjerice, tek igrao 1998., 2 godine nakon američke premijere), film je bio veliki hit na video tržištu a neki ga smatraju kultnim ostvarenjem: BRAVO ga stavlja i na 67. mjesto na listi "100 najsmiješnijih filmova". Redatelj Peter Farrelly je jednom izjavio: "Ja volim "Kralja svih glavonja". Taj je film bio najveće razočaranje u našim karijerama. Premijeru je doživio za vrijeme Olimpijade '96., imao je nula reklame tijekom Olimpijade a u kinima SAD-a je zaradio samo petinu od onoga što je naš prethodni film "Glup i gluplji". Bili smo shrvani. I onda počneš razmišljati, sranje, možda nije toliko smiješan. Tek negdje šest do osam mjeseci kasnije, kada je izašao na video tržište, je postao veliki hit. Danas mi se više ljudi obraća u svezi "Kralja svih glavonja" nego bilo kojeg drugog filma".

## Radnja
Roy Munson je još kao dječak počeo vježbati kuglanje. 1979. pobijedi na amaterskom natjecanju u kuglanju u Iowi te si kupi kabriolet. No Ernie McCracken se ljuti na njega jer je on planirao pobijediti u tom natjecanju. Kada Royju ubrzo ponestane novca, Ernie ga u nekom restoranu nagovori da sudjeluje s njim u prijevari: praveći se da su obični prodavači leksikona, a ne profesionalci u kuglanju, krenu u klađenje s lokalnim stanovnicima nekog sportskog centra. Roy naravno pobijedi u kuglanju, ali slučajno otkrije svoje pravo ime što razljuti ljude koji su shvatili da su izgubili hrpu novca u namiještenoj igri. Ernie pobjegne dok ljudi ulove Royja te mu stave ruku u stroj za povrat lopti za kuglanje. 17 godina kasnije Roy je ćelav i ima kuku umjesto desne ruke, zarađujući prodajući opremu za kuglanje. No onda primijeti nadarenog kuglaša Ishmaela Boorga te ga uspije nagovoriti da ga trenira kako bi nastupio u turniru, što je teško pošto je ovaj Amiš i religija mu zabranjuje kladiti se.
Kada pobijede u okladi s gangsterom Stanleyjom, pobjegnu jer nisu igrali sa stvarnim novcem, ali usput upoznaju i njegovu djevojku Claudiju. Ishmael im pobjegne pa Roy i Claudia krenu u potragu da ga nađu, usput svrativši u Royjov rodni grad. Kada ponovno sretne Ernija, ovaj uvrijedi Royja što naljuti Ishmaela koji ga želi udariti, ali promaši te si slomi ruku, što ga onesposobi za kuglanje. Claudia im uza sve nevolje pobjegne s novcem. Ipak, Ishmael nagovori Royja da osobno igra sa svojom gumenom rukom. Iako mu pri prvom pokušaju gumena ruka „ispadne“ zajedno s loptom za kuglanje, Roy ipak dokaže da još uvijek ima talenta. Ipak, Ernie pobijedi u natjecanju i osvoji milijun dolara. Ipak, iako je izgubio, Royju se vrati Claudia s novcem a on je dobio 500.000 $ za reklamu kondoma. Zajedno se vrate u zajednicu Amiša te im daju novac te prezentirau Ishmaela kao junaka koji ih je odgovorio od grijeha.

## Filmska ekipa
- Peter Farrelly, redatelj

- Woody Harrelson u ulozi Royja Munsona
- Randy Quaid u ulozi Ishmaela Boorga
- Vanessa Angel u ulozi Claudije
- Bill Murray u ulozi Ernieja McCrackena
- Chris Elliott u ulozi Kockara
- William Jordan u ulozi gospodina Boorga
- Lin Shaye u ulozi Royjove stanodavke

## Zanimljivosti
- Dok drugi jedu hamburgere, Woody Harrelson u sceni u restoranu jede salatu jer je vegan.
- Sekvenca u kojoj Roy sanja da će dobiti milijun $ od bogatog kockara koji mu je ponudio novac za jednu noć s Ishmaelom je parodija na film „Nemoralna ponuda“ u kojoj je također glumio Harrelson.
- Bill Murray je improvizirao većinu svojih dijaloga.
- Michael Keaton je bio u pregovorima za glavnu ulogu.
- Scena u kojoj grupa Indijanaca baci smeće ispred Ishmaela je parodija na TV reklamu o javnim uslugama iz 1970-ih.
- Chris Elliott igra dvije uloge u filmu: kockara i Royjovog suradnika koji je glumio razbojnika.
- Murray je bio vješt u kuglanju, dok je Harrelson jedva uspio dva „strikea“ tijekom cijelog filma.

## Kritike
Film je doživio podvojene ocjene kritičara. James Berardinelli je priznao da mu se film nije dopao: „Šala za šalom, ovo je slab film. I doista mislim slab. Skoro svaka šala je predvidljiva“ a ni Dennis Schwartz nije bio oduševljen: „Scenarij za film su napisali sceanristi TV sitcoma Barry Fanaro i Mort Nathan, vjerojatno za publiku koja je dovoljno glupa da zagrize na sve ponuđene prizemne šale; svaki lik im je kao iz crtića, nesimpatićan i plitak“.
S druge strane, Roger Ebert je zapisao da mu se film jako svidio i dao mu 3.5 od 4 zvijezde: „U „Kralju svih glavonja“ stalno sam se smijao. Nema sumnje da je film vulgaran te da povremeno pokušava forsirati neke svoje šale; prisjetio sam se kako je Mel Brooks branio „Producente“ („Ovaj film se uzdiže ispod vulgarnosti“). Neke šale ne rade, ali svejedno sam se smijao što su braća Farrelly imala hrabrosti pokušati ih“, kao i Marc Savlov: „Kralj svih glavonja“ nije klasik, ali moram priznati da nisam baš očekivao drugo pojavljivanje Stanlija i Olija nakon nenadahnutih foršpana za film. On to naravno nije, ali je za glavu iznad hrpe američkih komedija koje sam vidio prošle godine, a za mene, to govori puno“.
Zanimljivo, Arsen Oremović, kritičar Večernjeg lista, je isprva dao slabu ocjenu filmu kada se pojavio na video tržištu (samo jedan od četiri 'prsta', tj. ocjena „gledljivo“), no kada se pojavio na DVD-u 2001. je začudo promijenio svoje mišljenje te zaključio da se radi o odličnom filmu, dajući mu tri od četiri 'prsta': „Ljubiteljima zahodskog humora braće Farrelly „Kralj svih glavonja“ vjerojatno će zbog beskompromisnosti biti draži od njihovih razvikanih „Glup i gluplji“ i „Svi luduju za Mary“. U ovom filmu njih dvojica naprosto su si dopustila toliku dozu bezobraštine da je zafrkavanje na račun bezrukoga kuglaša, jednog od četiriju glavna lika koji žele prijevarama zaraditi novac na kuglanju i osvojiti nacionalni kup, među najbenignijim pojavama. Međutim, za razliku od niza drugih prostačkih komedija, razlika i talent njih dvojice osjeća se u vrlo pametnom vođenju priče, pa tragikomične junake uspijevaju čak ispuniti dosta efektnim melodramatskim štihom“.

## Vanjske poveznice
- Kralj svih glavonja u internetskoj bazi filmova IMDb-a
- Rotten-tomatoes.com
- Izbačene scene iz filma na produženoj DVD verziji (Njemački jezik)
- Slike iz filma  Arhivirana inačica izvorne stranice od 13. rujna 2012. (Wayback Machine)